# Xixuthrus heros
Xixuthrus heros es una especie de escarabajo longicornio del género Xixuthrus, categorizada en la tribu Macrotomini, de la subfamilia Prioninae. Fue descrita por Heer en 1868.

## Descripción
Mide 80-144 mm de longitud.

## Distribución
Se distribuye por Fiyi.